# Włodzimierz Jakób
Włodzimierz Piotr Jakób (ur. 27 czerwca 1951 w Konstantynowie Łódzkim, zm. 16 czerwca 2020) – polski sztangista, medalista mistrzostw Polski, reprezentant Polski. 

## Kariera sportowa
Był zawodnikiem Włókniarza Konstantynów Łódzki,  (1971–1980) i Śląska Wrocław (1980–1992).
W 1977 został wicemistrzem Polski w kategorii 60 kg, trzykrotnie zdobywał brązowy medal mistrzostw Polski w tej samej kategorii wagowej (1975, 1976, 1980).
Reprezentował Polskę na mistrzostwach świata w 1975, zajmując 4. miejsce w kategorii 56 kg i również 4. miejsce w prowadzonej odrębnie klasyfikacji mistrzostw Europy (w rwaniu wywalczył tzw. „mały” srebrny medal mistrzostwa świata i mistrzostw Europym wynikiem 112,5 kg). Na mistrzostwach Europy w 1974 zajął również 4. miejsce w kategorii 56 kg (i zdobył tzw. „mały” brązowy medal za rwanie, wynikiem 107,5 kg), na mistrzostwach Europy w 1980 zajął 4. miejsce  w kategorii 60 kg (i zdobył tzw. „mały” brązowy medal za rwanie, wynikiem 125 kg). Był rezerwowym podczas igrzysk olimpijskich w Montrealu (1976).
Pochowany na cmentarzu parafialnym w Turowie.